# Wiktor (Bogojawlenski)
Wiktor, imię świeckie Wsiewołod Siemionowicz Bogojawlenski (ur. 1854, zm. 2 listopada 1928 w Omsku) – rosyjski biskup prawosławny.

## Życiorys
Był absolwentem Kazańskiej Akademii Duchownej. Przed 1917 był zastępcą kuratora Kazańskiego Okręgu Szkolnego w randze radcy stanu.
W 1919 został wyświęcony na biskupa barnaułskiego, wikariusza eparchii tomskiej. Żył w monasterze Zaśnięcia Matki Bożej w Tomsku, pomagając biskupowi tomskiemu w zarządzaniu eparchią. Gdy w 1921 metropolita tomski Jakub odszedł w stan spoczynku, biskup Wiktor zaczął faktycznie kierować administraturą, gdy nominowany na miejsce Jakuba biskup Andrzej (Uchtomski) nie przybył do Tomska. W tej sytuacji katedrę tomską powierzono biskupowi Wiktorowi. Już po niecałym roku, w maju 1922, hierarcha został aresztowany razem z 33 duchownymi i świeckimi pod zarzutem ukrywania podlegających konfiskacie kosztowności cerkiewnych. Został uznany za winnego i skazany na karę śmierci przez rozstrzelanie, jednak Sąd Najwyższy Wszechrosyjskiego Centralnego Komitetu Wykonawczego zamienił ją na 10 lat łagru. Po pół roku przebywania przez duchownego w więzieniu w Tomsku wyrok złagodzono do pięciu lat. Ostatecznie biskup Wiktor wyszedł na wolność w 1924. Do 1925 był biskupem niżno-udińskim, następnie od 1925 do 1928 pozostawał na katedrze omskiej. Zwalczał ruch odnowicielski, poparł natomiast deklarację lojalności Cerkwi wobec władz radzieckich, jaką wydał w 1927 zastępcą locum tenens patriarchy moskiewskiego i całej Rusi metropolita Sergiusz. Zmarł w roku następnym w Omsku i tam też został pochowany.